# Rogelio Coria
Rogelio Coria (Santiago del Estero, Argentina; 1929 - Buenos Aires. Argentina; 22 de marzo de 1974) fue un sindicalista argentino perteneciente a la Unión Obrera de la Construcción (Uocra) y dirigente político perteneciente al peronismo. Lideró la corriente sindical vandorista-participacionista denominada Nueva Corriente de Opinión (NCO), que sostenía que la Confederación General del Trabajo (CGT) debía participar del gobierno de la dictadura autodenominada Revolución Argentina (1966-1973), priorizando las reivindicaciones laborales y evitando pronunciarse en cuestiones políticas, especialmente la identificación con el peronismo y accionar por el retorno de Juan Domingo Perón a la Argentina, quien había sido expulsado en 1955. Fue defenestrado por Perón y expulsado de todos sus cargos sindicales y políticos en enero de 1973. Fue asesinado por Montoneros en 1974.

## Carrera
Arribó desde Santiago del Estero a Buenos Aires para emplearse en una modesta panadería, luego albañil.
En 1955 fue derrocado el gobierno de Juan Domingo Perón y tomó el poder una dictadura antiperonista. Los sindicatos fueron intervenidos y se nombraron intervenciones militares. En el caso de la Uocra el interventor fue el capitán Alejandro Javier Olmedo, quien en su Resolución 2/1955 nombró a Carlos Alberto Pereyra como secretario Administrativo y asesor Gremial del sindicato. En 1956 dictó la Resolución Nº 1/56 nombrando a
Rogelio Coria como asesor de la seccional Avellaneda y el 1 de mayo nombró a Segundo Bienvenido Palma como asesor en la seccional La Plata.
En 1960, Pereyra ganó las elecciones sindicales de la Uocra, pero en 1963 fue desplazado de la conducción por Coria, atribuyéndole haber incurrido en malversación de fondos (años después se demostraría que la denuncia era falsa.
Entre 1964 y 1966 el líder metalúrgico Augusto Vandor buscó desplazar a Juan Domingo Perón del liderazgo del movimiento peronista, mediante un intento conocido como "peronismo sin Perón". En el fragor del conflicto, en 1966, Perón instruyó al secretario general de la CGT, José Alonso, que expulsara de las 62 Organizaciones (rama sindical del peronismo) al vandorismo. Pero Vandor respondió creando las 62 Organizaciones "vandoristas" conocidas como "Leales a Perón", y desplazó a Alonso de la CGT, estableciendo una CGT estrictamente vandorista. Coria alineó a la Uocra como uno de los sindicatos principales del vandorismo y fue nombrado Secretario de Prensa de la CGT.
Producido el golpe de Estado de 1966 el Vandor siguió controlando la CGT, con una postura de diálogo con la dictadura. En 1967 un sector del vandorismo que sería conocida como "participacionistas" se separa para adoptar una postura de apoyo a la dictadura. Coria se enroló en esta corriente y se convertiría en el líder de la misma.
Los participacionistas, organizados formalmente Nueva Corriente de Opinión, eran un grupo sindical separado de las 62 Organizaciones vandoristas (Leales a Perón): recibían ese nombre porque sostenían que la Confederación General del Trabajo (CGT) debía participar del gobierno de la dictadura autodenominada Revolución Argentina (1966-1973), priorizando las reivindicaciones laborales y evitando pronunciarse en cuestiones políticas, especialmente la identificación con el peronismo y accionar por el retorno de Juan Domingo Perón a la Argentina, quien había sido expulsado en 1955. Tenían su eje en la Unión Obrera de la Construcción liderada por Rogelio Coria y contacto directo con el secretario de Trabajo, Rubens San Sebastián.
Coria negoció en nombre de la UOCRA un régimen de despidos especial para la construcción, conocido como "Ley Coria", que dejaba sin efecto la indemnización general que preveía la ley para establecer un fondo de reserva formado con los aportes de los propios obreros, que podían retirar a modo de compensación en el caso de que fueran despedidos.
En 1967 Perón denunció a Coria y a Vandor como "espías de la Casa Rosada" y ordenó expulsarlos de las 62 Organizaciones. Siguiendo las instrucciones de Perón el Congreso Nacional Peronista reunido en Valle Hermoso (Córdoba), decidió expulsar a Coria de las 62 Organizaciones. Disconforme con la medida Coria retiró a la UOCRA de Las 62, decisión que imitaron otros sindicatos participacionistas.
El 24 de enero de 1968 cinco dirigentes sindicales (Rogelio Coria, Juan José Taccone, Adolfo Cavalli, Paulino Niembro, y Ángel Peralta) se entrevistaron secretamente en la residencia de Olivos con el general Juan Carlos Onganía a fin de estrechar la colaboración obrero-gubernamental. La colaboración desencadenó la ruptura de la CGT y la creación de la CGT de los Argentinos.
En 1970 la CGT se reunificó bajo la secretaría general del metalúrgico José Ignacio Rucci, que le imprimió a la CGT un perfil fuertemente político, identificado con el peronismo y comprometido con el regreso de Perón. Coria, como líder del participacionismo (Nueva Corriente de Opinión), encabezó un amplio grupo de sindicatos y sindicalistas "antiruccistas", que rechazaban la politización de la CGT y promovían un sindicalismo orientado a las reivindicaciones gremiales. Cuando el general Alejandro Agustín Lanusse tomó el poder, Coria y los participacionistas apoyaron el Gran Acuerdo Nacional, una salida electoral controlada por los militares, que legalizaba al peronismo sin Perón y buscaba legitimar mediante elecciones al propio Lanusse.
A fines de 1971 Perón encomendó a Rucci reorganizar las 62 Organizaciones. A tal se realizó un amplio plenario el 5 de noviembre, con adhesiones de “organizaciones que tradicionalmente no pertenecieron al nucleamiento” y se eligió una Mesa Provisoria. El 10 de julio de 1972 un plenario sindical normalizó las 62 Organizaciones. "Los duros" o "62 ortodoxas", liderados por Rucci y Lorenzo Miguel de la UOM, llegaron a un acuerdo con los participacionistas de la Nueva Corriente de Opinión, encabezada por Coria, marginando de la conducción a Los 8, liderados por Vicente Roqué, y a los combativos (que habían abandonado la CGT de los Argentinos) liderados por Ricardo de Luca (navales). Se disolvieron también, al menos formalmente, las distintas agrupaciones internas del sindicalismo peronista. Como conducción se eligió un Secretariado Ejecutivo Nacional, integrado por Rogelio Coria (construcción), Lorenzo Miguel (metalúrgicos), Néstor Carrasco (frigorífico de la Torre) y Casildo Herrera.
El 16 y 17 de noviembre de 1972 integró la delegación encabezada por el presidente Cámpora que acompañó a Perón en el avión que lo llevó de regreso a la Argentina, luego de 18 años de persecución.
El 16 de diciembre el Congreso Nacional del Partido Justicialista eligió por sugerencia del propio Perón, a Héctor J. Cámpora como candidato presidencial, un candidato cercano a la Tendencia Revolucionaria del peronismo. La designación fue un balde de agua fría para los sectores ortodoxos y el sindicalismo neovandorista, que inicialmente se negaron en el Congreso a acatar la decisión. Coria lideró el grupo sindical más crítico de la decisión de Perón, retirándose del Congreso.
El 4 de enero de 1973, Rogelio Coria publicó una declaración renunciando como titular de las 62 Organizaciones y pidiendo licencia por tiempo indeterminado en la UOCRA, con serias críticas a la Conducción Táctica del Movimiento Justicialista y a la forma en que se decidieron las candidaturas. Pocos días después Perón tomó la decisión de defenestrar a Coria. El 11 de enero de 1973, declaró en una entrevista realizada por Ricardo Grassi del periódico Mayoría: 

¡Qué va a manejar Coria! ¡Qué va a manejar Rosales [secretario del Sindicato de Obreros y Empleados Aceiteros]! Sabemos que van todos los días a ver al coronel Cornicelli […] El gobierno está todo engolosinado con Coria. Pero ¿Qué les va a dar Coria a ellos? Más aceite da un ladrillo que Coria.
Juan Domingo Perón

Poco días después Coria fue expulsado de las 62 Organizaciones y de la UOCRA: en aquella fue reemplazado como presidente por Lorenzo Miguel, mientras que en la conducción del sindicato fue reemplazado en por Segundo Palma.
Figuró directamente o mediante testaferros en varias empresas. TUCON, Industrial y Comercial, dedicada a la fabricación, venta e instalación de materiales de construcción, rodantes y sanitarios; LAWFUL S.R.L., compañía financiera; PANAMBY S.A., empresa de carpintería; IRCOS S.R.L., empresa de cobranzas cuya principal tarea era recaudar la parte de los sueldos que los empresarios descuentan a los trabajadores con destino al sindicato se embarcó con un arquitecto en el negocio de construir un barrio de viviendas para el sindicato en Mar del Plata por un monto de 175 millones de pesos, más el préstamo del Banco Hipotecario. A un año y medio de iniciadas las obras el arquitecto debía doce millones a los obreros y los trabajos estaban paralizados; cuando se hizo el juicio descubrieron que la dirección del arquitecto era Soler 3502 que era el domicilio de Coria. Luego de su expulsión del sindicalismo argentino y el peronismo, se trasladó a San Bernardino, Paraguay, donde era propietario de un campo de mil hectáreas.

## Crimen
Rogelio Coria viajó desde Asunción del Paraguay 
donde residía, para ver al médico urólogo Luis Itzcovich en el tercer piso del edificio de Callao 449, que consta de diez plantas, en su mayoría ocupadas por oficinas comerciales y profesionales diversos.[cita requerida] El 22 de marzo de 1974 fue al lugar alrededor de las 18, y tras la consulta médica. Al llegar a la planta baja Coria y el desconocido se dirigieron hacia la calle, mientras el ascensor era ocupado por una mujer en estado de gravidez y un hombre.[cita requerida]
En ese momento, a las 18.55, se escucharon una serie de disparos de arma de fuego y acto seguido se vio abandonar el vestíbulo del edificio a dos hombres jóvenes.[cita requerida]
Las personas que habían subido al ascensor observaron entonces que un hombre de cutis moreno, de gruesos bigotes, se encontraba tirado en el suelo, y qué de las heridas que tenía en la cabeza manaba profundamente la sangre.[cita requerida]
El día que lo mataron contaba con un millón de pesos encima. Fue asesinados por Montoneros de siete impactos de bala, dos de los cuales fueron en la cabeza.